# Rick Wakeman

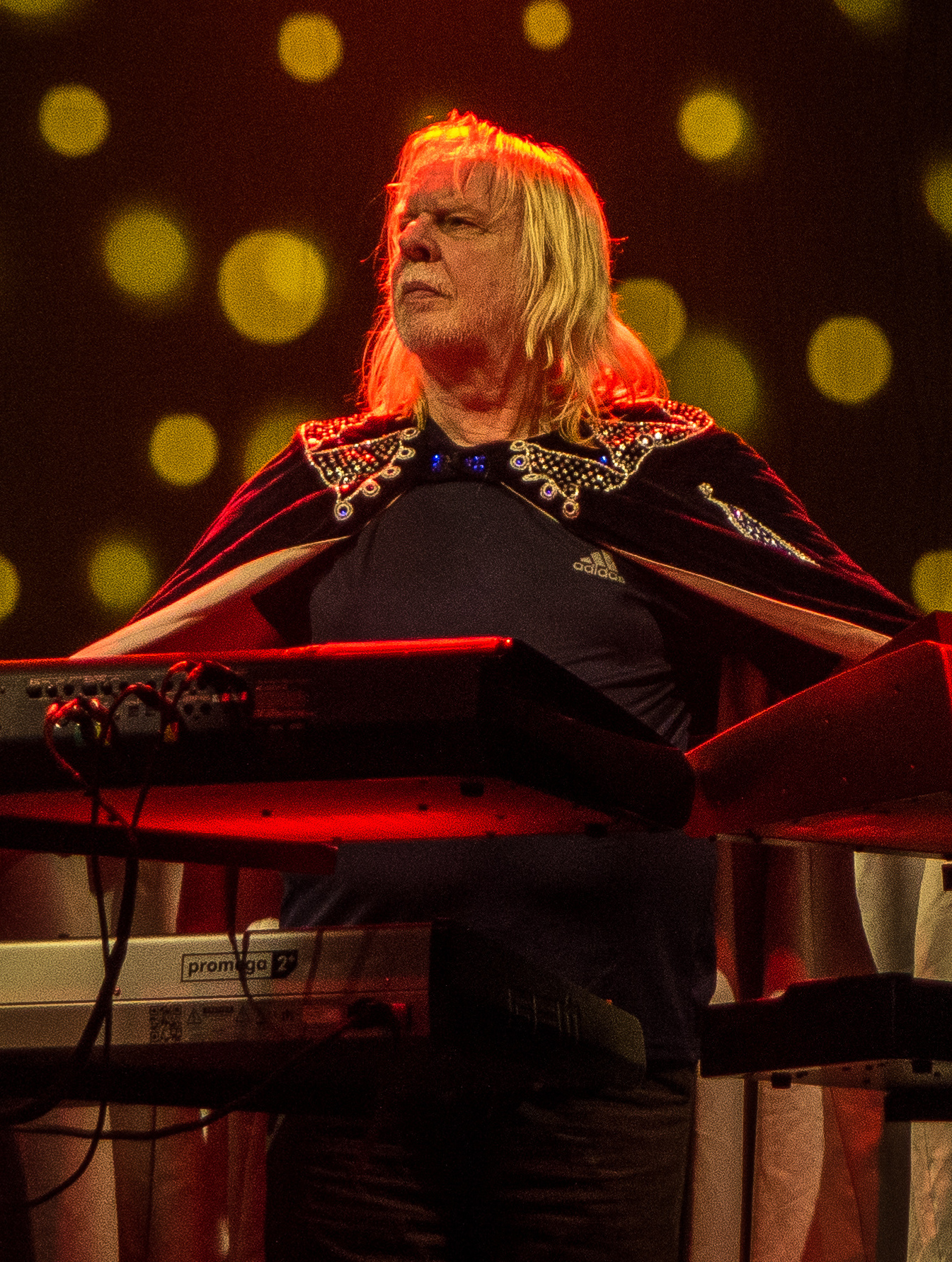
Rick Wakeman (2017)

Rick Wakeman, CBE (* 18. Mai 1949 in Perivale, Middlesex (heute zu London Borough Of Ealing gehörig); eigentlich Richard Christopher Wakeman) ist ein britischer Musiker. Er gilt als einer der wichtigsten Keyboarder des Progressive Rock.
Wakeman war an der Etablierung des Mellotrons beteiligt. Seine klassische Klavierausbildung beeinflusste den Sound seiner Stammband Yes in den frühen 1970er Jahren. Sein besonderes Verhältnis zu Yes wird daran deutlich, dass kein anderer die Band so oft verließ und sich ihr wieder anschloss wie er, der fünf Neueinstiege zu verbuchen hat. Charakteristisch ist sein Bühnenauftritt im Glitzerumhang.

## Biographie
Wakeman wuchs in einer musikalischen Familie auf, wurde klassisch musikalisch geschult und beherrscht neben zahlreichen Tasteninstrumenten auch Klarinette und Saxophon. Als Schüler spielte er mit seinem Cousin Alan Wakeman Traditional Jazz. 1970 schloss er sich den Strawbs an und war sowohl an deren Live-Produktion Just a Collection of Antiques and Curios als auch am nachfolgenden Album From the Witchwood (1971) beteiligt. Im selben Jahr wurde er Mitglied von Yes, wo er Orgel, Klavier und Synthesizer spielte, und begann zeitgleich eine Solokarriere.

### Bandmusiker
Nach dem Zerfall seiner ersten eigenen Band The English Rock Ensemble strebte Wakeman in den späten 1970er-Jahren eine Zusammenarbeit mit Bill Bruford und John Wetton an, welche jedoch nicht zustande kam. Bruford und Wetton gründeten stattdessen die Progressive Rockband UK. Um 1980 versuchte das Label Geffen, eine Supergroup mit Rick Wakeman, John Wetton, Carl Palmer und Trevor Rabin zusammenzustellen, jedoch lehnte Wakeman ab. Der Plan wurde fallengelassen. Abgesehen von Yes (und der 1989 aus ehemaligen Yes-Mitgliedern zusammengestellten Formation Anderson, Bruford, Wakeman, Howe) hatte Wakeman hernach in keiner Band mehr gespielt. Zusammen mit David Biro entwickelte er das auf dem Mellotron aufbauende Birotron. Im Gegensatz zum Tonband-basierten Mellotron handelt es sich beim Birotron um ein elektromechanisches Tasteninstrument, das auf einer 8-Spur-Kassette beruhte, die über Endlosschleifen das Halten eines Tones über eine längere Dauer als sieben Sekunden ermöglichte. Musikalisch konnte sich das Birotron allerdings nicht durchsetzen.
2017 feierte die Band Yes die Wiedervereinigung mit Live-Konzerten quer durch das Vereinigte Königreich zum 50. Band-Geburtstag. So traten Jon Anderson, Trevor Rabin, Rick Wakeman, Lee Pomeroy und Lou Molino III u. a. im O2 Apollo Manchester auf.

### Solomusiker

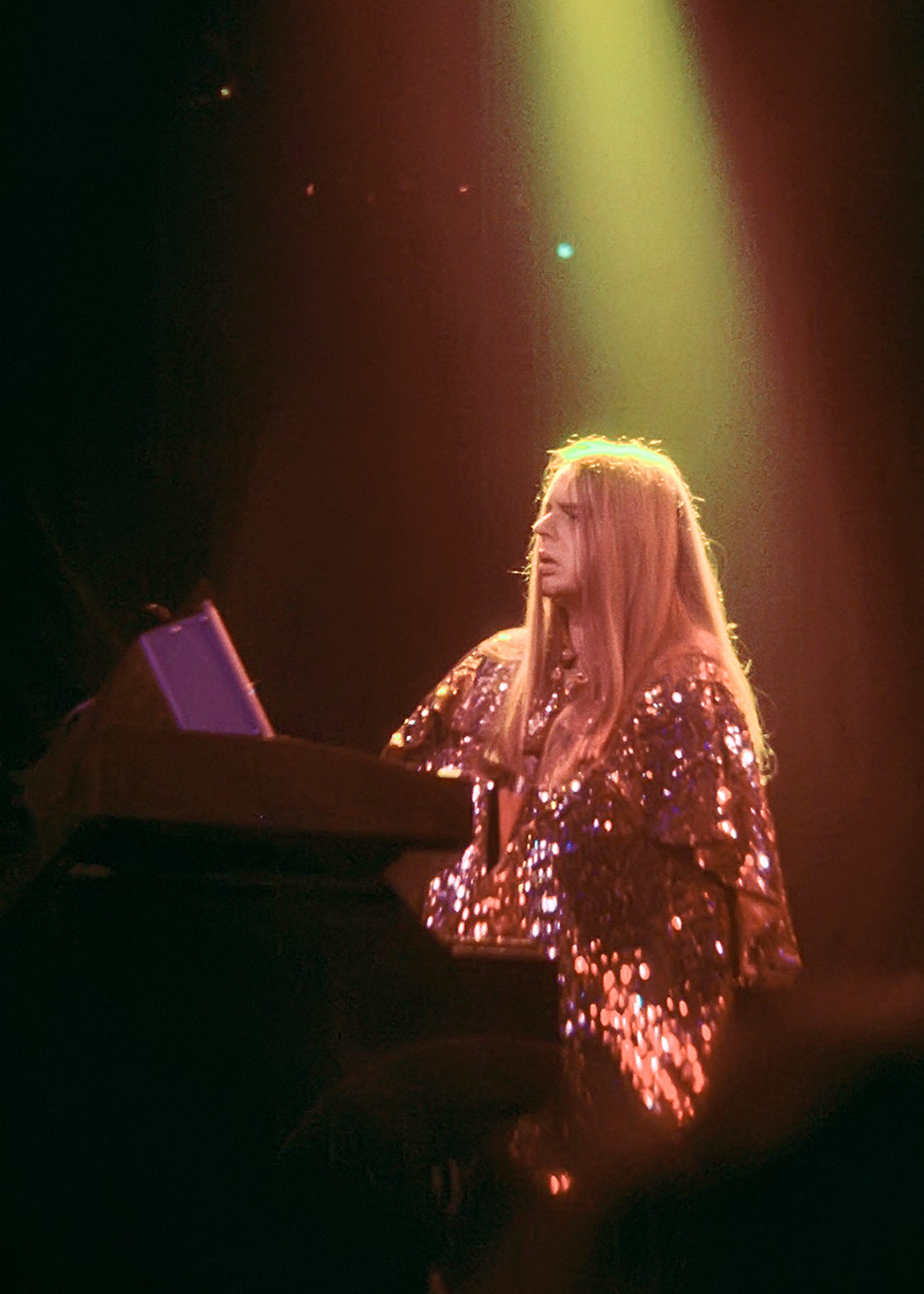
Rick Wakeman (1974)

Über das Engagement bei Yes hinaus trug Wakeman zu einer außergewöhnlich umfangreichen Solo-Diskographie bei: Alleine unter seinem Namen wurden über 90 Alben veröffentlicht. Davon sind die Aufnahmen aus der 1970er-Ära stilistisch am ehesten mit den zuvor erschienenen Yes-Alben vergleichbar. Zu den populärsten Veröffentlichungen, die teilweise auch unter Mitwirkung diverser Yes-Musiker entstanden, zählen The Six Wives of Henry VIII (1973), Journey to the Centre of the Earth (1974), The Myths and Legends of King Arthur and the Knights of the Round Table (1975) sowie Criminal Record (1977).
Das Spektrum seiner weiteren Werke umfasst mehrere Filmmusiken (etwa zu She – Eine verrückte Reise in die Zukunft von 1983), Pop/Rock-Alben, zahlreiche synthesizer- und klavierlastige New-Age-Kompositionen, einige Live-Einspielungen mit Orchester sowie Annäherungsversuche an die Weltmusik. Mitte der 1990er kam es zu mehreren Koproduktionen mit seinem zweitältesten Sohn Adam, ebenfalls Keyboarder. Auch sein ältester Sohn Oliver arbeitet mit Musikern aus dem Progressive-Rock-Umfeld zusammen (Steve Howe, Arjen Lucassen).
Eine gerichtliche Auseinandersetzung mit Andrew Lloyd Webber um die Urheberschaft der berühmtem Eröffnungsakkorde des Musicals Das Phantom der Oper (1986), die fast identisch sind mit Teilen der Wakeman-Instrumental-Komposition Judas Iscariot (aus dessen 1977 erschienenem Album Criminal Record), lehnte er humorvoll ab, denn (Zitat Wakemans aus einem Interview während seiner ‚Grumpy Old Picture Show Tour‘) „jeder, der Ohren hat, weiß, woher die Phantom-of-the-Opera-Akkorde stammen. Ich denke, mein Freund Tim Rice ist die Verbindung zwischen beiden Liedern. Außerdem heißt mein Album ja Criminal Record – da kann ich sowieso nichts machen“.

### Studiomusiker
Auch als Sessionmusiker konnte er sich über seine Szene hinaus einen Namen machen, so arbeitete er etwa mit David Bowie (u. a. Space Oddity und Life On Mars), Marc Bolan & T.Rex (u. a. Get It On), Lou Reed (Lou Reed) und Cat Stevens (u. a. Morning Has Broken aus dem Album Teaser and the Firecat) zusammen.

### Autobiographisches
In seiner mit typisch englischem Humor verfassten Autobiographie Say Yes schildert Wakeman das Auf und Ab seiner Karriere: Die Anfänge im Konservatorium, die Zeit als gesuchter Studiopianist und seines ersten Engagements bei den Strawbs, die krisenreichen Jahre mit den Individualisten bei Yes und schließlich die pompös inszenierten Solotourneen mit Chor und Orchester (bis hin zur Eislaufrevue im tropischen Brasilien), die ihn regelmäßig in den finanziellen Ruin trieben. In seinen frühen Jahren bekannt als einer der partyfreudigsten Rockmusiker, hatte Wakeman infolge seiner Trinkgewohnheiten schon früh Herzprobleme, 1975 erlitt er einen Herzinfarkt.
Seit den 1970er Jahren ist Wakeman praktizierender Christ und Mitglied in einer englischen lutherischen Freikirche. Seit 2007 ist er Mitglied im Bund der Freimaurer, seine Loge, Chelsea Lodge No.3098, ist in London ansässig.

## Diskografie
Alben
- 1971 Piano Vibrations
- 1973 The Six Wives of Henry VIII
- 1974 Journey to the Centre of the Earth
- 1975 The Myths and Legends of King Arthur and the Knights of the Round Table
- 1975 Lisztomania
- 1976 No Earthly Connection
- 1977 Rick Wakeman’s Criminal Record
- 1977 White Rock (Soundtrack zu den Olympischen Winterspielen 1976/77)
- 1978 The Royal Philharmonic Orchestra Performs the Best Known Works of Rick Wakeman
- 1979 Rhapsodies
- 1981 The Burning (Soundtrack)
- 1981 1984
- 1982 Rock ’N’ Roll Prophet
- 1983 Cost of Living (Soundtrack)
- 1983 G'ole! (Soundtrack zu einem Film über die Fußball-Weltmeisterschaft 1982)
- 1984 Crimes of Passion (Soundtrack)
- 1985 Silent Nights
- 1985 Live at Hammersmith
- 1986 Country Airs
- 1987 The Gospels
- 1987 The Family Album
- 1988 Time Machine
- 1988 Suite of Gods
- 1988 Zodiaque
- 1989 Black Knights at the Court of Ferdinand IV
- 1989 Sea Airs
- 1990 Night Airs
- 1990 Phantom Power (Soundtrack)
- 1990 In the Beginning
- 1991 Rock’n’Roll Prophet Plus (Neuauflage von Rock’n’Roll Prophet mit vier neuen Liedern)
- 1991 Suntrilogy
  - Aspirant Sunset
  - Aspirant Sunrise
  - Aspirant Shadows
- 1991 The Classical Connection (Neuaufnahmen)
- 1991 2000 A.D. Into the Future
- 1991 African Bach
- 1991 Softsword: King John and the Magna Charter
- 1992 Best Works Collections (Compilation)
- 1993 Heritage Suite
- 1993 Classic Tracks
- 1993 Wakeman with Wakeman
- 1993 No Expense Spared
- 1993 The Classical Connection II (Neuaufnahmen, Coverversionen und ein Outtake aus The Six Wives of Henry VIII.)
- 1993 Prayers
- 1994 Wakeman with Wakeman: The Official Bootleg (live)
- 1994 Live on the Test (Liveaufnahmen aus dem Jahr 1976)
- 1994 Rick Wakeman’s Greatest Hits (Neuaufnahmen auch von Yes-Stücken)
- 1995 The Piano Album (live)
- 1995 Seven Wonders of the World
- 1995 Cirque Surreal
- 1995 Romance of the Victorian Age
- 1995 King Biscuit Flower Hour – In Concert (Liveaufnahmen von 1975)
- 1995 Visions
- 1995 Simply Acoustic (auch veröffentlicht als The Piano Album)
- 1995 The Private Collection (Compilation)
- 1995 Almost Live in Europe (Live)
- 1995 Rock & Pop Legends Rick Wakeman (Live)
- 1996 Fields of Green
- 1996 Voyage (Compilation)
- 1996 The New Gospels
- 1996 Tapestries
- 1996 The Word and Music
- 1996 Orisons
- 1996 Can You Hear Me?
- 1996 Vignettes
- 1997 Tribute (Beatles-Coverversionen)
- 1998 Themes
- 1999 Return to the Centre of the Earth
- 1999 The Natural World Trilogy
- 1999 The Art in Music Trilogy
- 1999 White Rock II
- 1999 Stella Bianca alla corte de Re Ferdinando
- 2000 Recollections: The Very Best of Rick Wakeman 1973–1979 (Compilation)
- 2000 Preludes to a Century
- 2000 Chronicles of Man
- 2000 Christmas Variations
- 2000 Rick Wakeman Live in Concert 2000 (Live)
- 2001 Out of the Blue
- 2001 Classical Variations
- 2001 Two Sides of Yes
- 2002 The Wizard and the Forest of All Dreams
- 2002 Wakeman & Cousins – Hummingbird
- 2002 The Yes Piano Variations
- 2002 Two Sides of Yes – Volume 2
- 2003 Out There
- 2005 Wakeman & Cousins – Live
- 2006 Retro
- 2007 Retro 2
- 2009 The Six Wives of Henry VIII: Live at Hampton Court Palace
- 2010 Always With You
- 2010 Past, Present and Future
- 2010 The Living Tree (mit Jon Anderson)
- 2017 Piano Portraits
- 2018 Piano Odyssey
- 2019 Christmas Portraits
- 2020 The Red Planet
- 2024 Yessonata

### Chartplatzierungen
| Jahr | Titel                                                                   | Höchstplatzierung, Gesamtwochen, AuszeichnungChartplatzierungen (Jahr, Titel, Platzierungen, Wochen, Auszeichnungen, Anmerkungen) | Höchstplatzierung, Gesamtwochen, AuszeichnungChartplatzierungen (Jahr, Titel, Platzierungen, Wochen, Auszeichnungen, Anmerkungen) | Höchstplatzierung, Gesamtwochen, AuszeichnungChartplatzierungen (Jahr, Titel, Platzierungen, Wochen, Auszeichnungen, Anmerkungen) | Anmerkungen                                                              |
| Jahr | Titel                                                                   | DE | UK | US | Anmerkungen                                                              |
| ---- | ----------------------------------------------------------------------- | --- | --- | --- | ------------------------------------------------------------------------ |
| 1973 | The Six Wives of Henry VIII                                             | — | UK7 (23 Wo.)UK | US30 Gold · (45 Wo.)US | Instrumentalalbum                                                        |
| 1974 | Journey to the Centre of the Earth                                      | — | UK1 Gold · (30 Wo.)UK | US3 Gold · (27 Wo.)US | Live aufgenommen am 18. Januar 1974 in der Royal Festival Hall in London |
| 1975 | The Myths and Legends of King Arthur and the Knights of the Round Table | — | UK2 Gold · (38 Wo.)UK | US21 (15 Wo.)US |                                                                          |
| 1976 | No Earthly Connection                                                   | — | UK9 (9 Wo.)UK | US67 (8 Wo.)US |                                                                          |
| 1977 | White Rock                                                              | — | UK14 Silber · (9 Wo.)UK | US126 (7 Wo.)US | Instrumentalsoundtrack zum gleichnamigen Dokumentarfilm                  |
| 1977 | Rick Wakeman’s Criminal Record                                          | — | UK25 (5 Wo.)UK | US128 (8 Wo.)US | Instrumentalalbum                                                        |
| 1979 | Rhapsodies                                                              | — | UK25 (10 Wo.)UK | US170 (5 Wo.)US | Instrumentalalbum                                                        |
| 1981 | 1984                                                                    | — | UK24 (9 Wo.)UK | — | Konzeptalbum zum Roman 1984 von George Orwell                            |
| 1987 | The Gospels                                                             | — | UK94 (1 Wo.)UK | — |                                                                          |
| 1999 | Return to the Centre of the Earth                                       | — | UK34 (3 Wo.)UK | — |                                                                          |
| 2017 | Piano Portraits                                                         | — | UK6 Silber · (15 Wo.)UK | — | Klavierinterpretationen von Popsongs                                     |
| 2018 | Piano Odyssey                                                           | — | UK7 (4 Wo.)UK | — | Klavierinterpretationen von Popsongs                                     |
| 2019 | Christmas Portraits                                                     | — | UK82 (1 Wo.)UK | — |                                                                          |
| 2020 | The Red Planet                                                          | DE95 (1 Wo.)DE | UK34 (1 Wo.)UK | — | mit The New English Rock Ensemble                                        |

## Auszeichnungen für Musikverkäufe
| Goldene Schallplatte - Kanada - 1976: für das Album Journey to the Centre of the Earth |

Anmerkung: Auszeichnungen in Ländern aus den Charttabellen bzw. Chartboxen sind in ebendiesen zu finden.
| Land/RegionAuszeichnungen für Musikverkäufe (Land/Region, Auszeichnungen, Verkäufe, Quellen) | Silber     | Gold     | Platin | Verkäufe  | Quellen         |
| -------------------------------------------------------------------------------------------- | ---------- | -------- | ------ | --------- | --------------- |
| Kanada (MC)                                                                                  | —          | Gold1    | —      | 50.000    | musiccanada.com |
| Vereinigte Staaten (RIAA)                                                                    | —          | 2× Gold2 | —      | 1.000.000 | riaa.com        |
| Vereinigtes Königreich (BPI)                                                                 | 2× Silber2 | 2× Gold2 | —      | 320.000   | bpi.co.uk       |
| Insgesamt                                                                                    | 2× Silber2 | 5× Gold5 | —      |           |                 |

## Autobiografie
- Say Yes. Hodder & Stoughton, London 1995, ISBN 0-340-62151-6.